# NGC 6409
NGC 6409 is een elliptisch sterrenstelsel in het sterrenbeeld Draak. Het hemelobject werd op 18 juni 1885 ontdekt door de Amerikaanse astronoom Lewis A. Swift.

## Synoniemen
- ZWG 253.20
- PGC 60565